# 長岩城 (豊前国)
長岩城（ながいわじょう）は、大分県中津市耶馬溪町にあった日本の城。大分県指定史跡。

## 概要
福岡県との県境に近い扇山（標高530ｍ）と周辺の支峯・谷窪などに築かれた中世山城。
石垣や石塁のある中世山城の中でも特に規模が大きいとされており、銃眼を持った石積櫓や登り石垣など他に例のない構造物も多いことから「奇城」と呼ばれることもある。
宇都宮氏（城井氏）一族の豪族、野仲氏の居城であった。建久9年（1198年）、野仲重房が築城したと伝えられる。
築城後は土塁などを使った一般的な中世山城であったが、南北朝から戦国時代にかけて増改築されており、特に豊臣秀吉の命で黒田孝高・長政らが豊前国に来た頃に石積・石垣を多用した城に変化したと考えられている。
天正16年（1588年）、城主の野仲鎮兼は黒田長政に攻められ、調略による内応者が出たことで落城し、その後は廃城となった。
1984年に地元保存会などにより部分的な修復工事が行われ、1998年には大分県文化課による現地調査が行われた。なお、現存する石垣遺構は江戸時代前の遺構とされるが、石垣遺構群の時代区分の詳しい断定にはまだ至っていない。2011年3月29日、大分県の史跡に指定される。
登山（登城）口となる大分県道2号沿いに駐車場とトイレが整備されている。

## 構造と遺構
扇山の頂上に広さ約20ｍ四方の本丸があり、周囲を腰曲輪と石垣で囲んでいる。また、西東にそれぞれ西之台・東之台と呼ばれる出城が存在する。
長岩城の全域にわたって安山岩を使った石積機構が約20ヶ所あり、石塁の総延長は約700ｍに及ぶ。特に斜面を上に向かって伸びる「登り石垣」（石塁）は本城の特徴的な遺構とされ、空堀も並行している。
本丸と谷を隔てて相対する側にも出城があり、石積櫓や砲座跡、陣屋跡などがある。石積櫓は文字通り安山岩を積み上げた高さ約1.5ｍの櫓で、銃眼を3カ所備える。この銃眼は「下から攻めてくる敵兵を撃つため」と伝えられるが当時の火縄銃の射程を考慮すると疑問視されており、少し離れた所にある弓形砲座と呼ばれる石積みの台座と合わせて、敵の様子を見張る監視所だったと推察される。なお、当時は雨露を防ぐ屋根があったと推測される。
また、本丸側と石積櫓側の間の谷川沿いに一之城戸・二之城戸・三之城戸と呼ばれる城戸（城門・虎口）が3段構えで設けられていた。一之城戸が谷川の最下流に位置しており、長岩城の北側を流れる津民川に面している。